# Diplopteraster clarki
Diplopteraster clarki is een zeester uit de familie Pterasteridae.
De wetenschappelijke naam van de soort werd in 1937 gepubliceerd door Bernasconi.